# 公子黃
公子黄（?—?），妫姓，名黄，中国春秋时期陈国的公子，陈成公的儿子。
前566年，庆虎、庆寅使楚国扣留公子黄。前553年，公子黄逃到楚国，说庆虎、庆寅和蔡国的公子燮计划投靠晋国。前550年，楚国屈建攻陈，杀死庆虎、庆寅。